# Farbus
Farbus är en kommun i departementet Pas-de-Calais i regionen Hauts-de-France i norra Frankrike. Kommunen ligger i kantonen Vimy som tillhör arrondissementet Arras. År 2022 hade Farbus 631 invånare.

## Befolkningsutveckling
Antalet invånare i kommunen Farbus
| Referens: INSEE |